# Balneario San Cayetano
El Balneario San Cayetano es una localidad balnearia cercana a San Cayetano, ciudad del sur de la provincia de Buenos Aires; próxima a Necochea, Tres Arroyos y Orense. Es un balneario del partido de San Cayetano.

## Población
Cuenta con 46 habitantes (Indec, 2010) estables, lo que representa un incremento del 64% frente a los 28 habitantes (Indec, 2001) del censo anterior.
| Gráfica de evolución demográfica de Balneario San Cayetano entre 1991 y 2010 |
|                                                                              |
| Fuente: Censos nacionales del INDEC                                          |

## Geografía
El Balneario de San Cayetano dispone de un solo camino (17km de ripio) que parte desde la Ruta Provincial 72. El camino posee diversos paisajes antes de llegar al balneario en sí. Podremos observar grandes chacras hasta un punto donde nos encontramos un lago próximo a una subida con elevación, donde atravesaremos un pequeño pinar. Luego de esto pasaremos por el pequeño poblado del lugar y nos asombraremos al ver las dunas que nos dan el aviso de que llegamos a la costa.

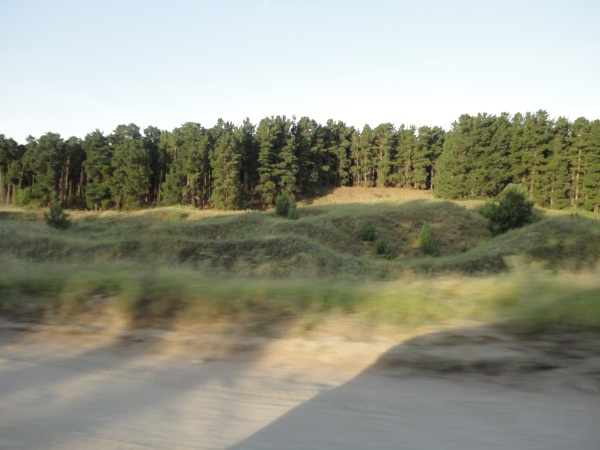
Fotografía del pinar
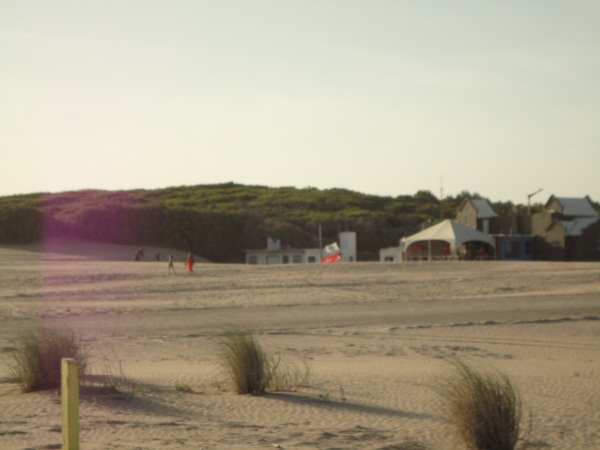
Fotografía del balneario
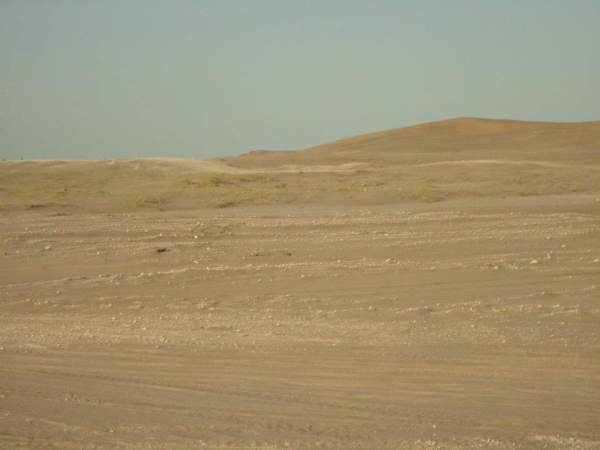
Dunas
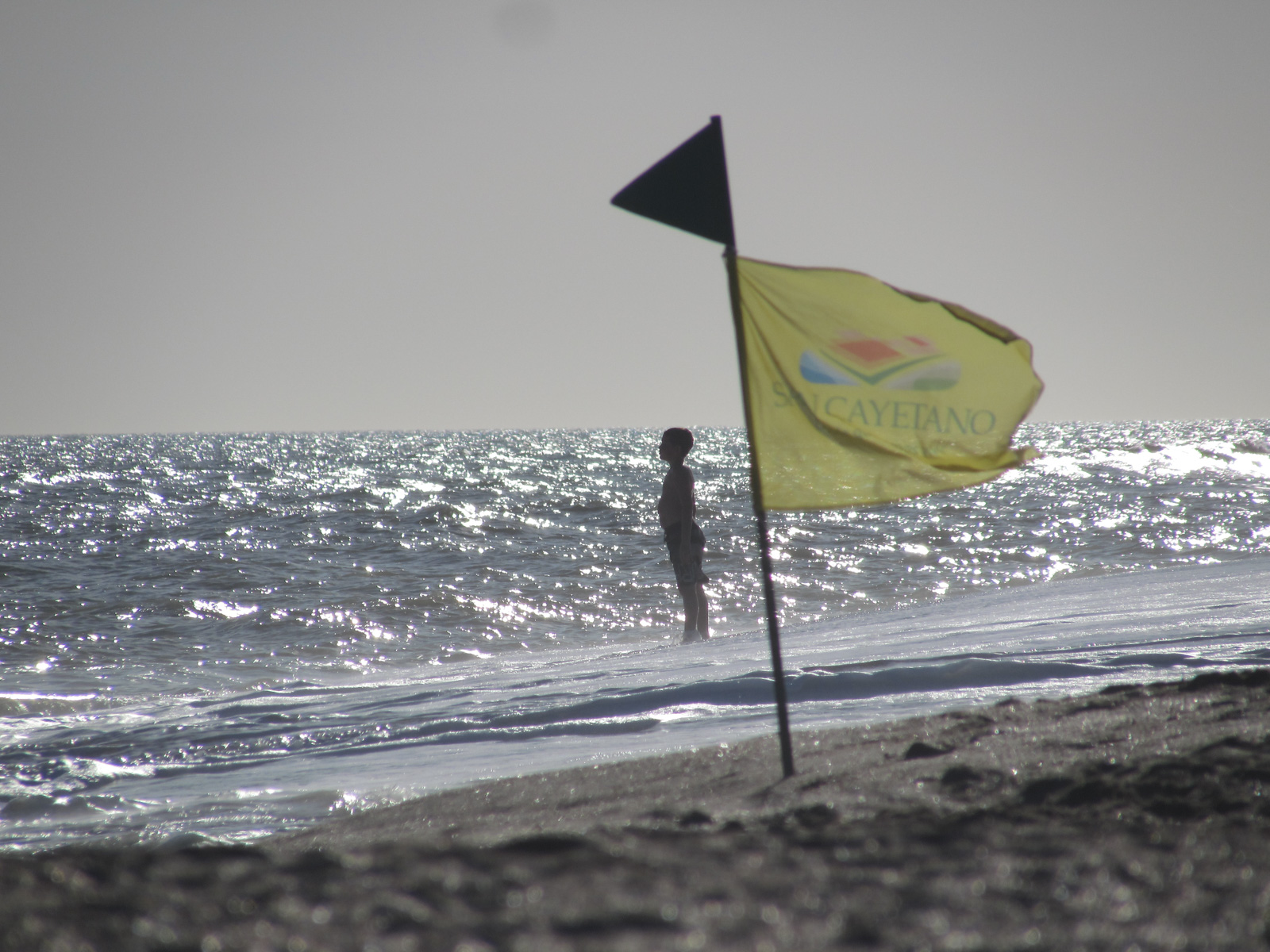
Costa